# 50 Cent: Blood on the Sand
50 Cent: Blood on the Sand é um videogame do  tiro em terceira pessoa desenvolvido pelos estúdios Swordfish Studios, publicado por THQ, para PlayStation 3 e Xbox 360. Foi lançado em 20 de fevereiro de 2009 na Europa, e em 24 de fevereiro de 2009 na América do Norte. É a sequência de "50 Cent: Bulletproof".